# Pico Ruivo
Pico Ruivo (pol. tłumacz. dosł. „Czerwony Szczyt”) – góra o wysokości 1862 m n.p.m., najwyższa na archipelagu Madera i trzecia pod względem wysokości w Portugalii (po Montanha do Pico na azorskiej wyspie Pico i Torre). Zlokalizowana w łańcuchu górskim Maciço Central, w gminie Santana na wyspie Madera. Na północ poniżej jej wierzchołka znajduje się schronisko turystyczne Casa de Abrigo do Pico Ruivo, odnowione w 2019 r..
Stanowi stożek wulkaniczny składający się głównie z bazaltu i tufu wulkanicznego, otoczonego wysokogórskimi wrzosowiskami. Z uwagi na głęboko wcięte doliny oraz bliskość Atlantyku wysokość bezwzględna szczytu jest równa jego wysokości względnej.
Dostępny wyłącznie pieszo, poprzez sieć oznakowanych szlaków turystycznych, z których wszystkie przecinają obszary ochrony przyrody Natura 2000 oraz unikalne ekosystemy – Maciço Montanhoso Central (pol. „Masyw Centralnej Góry”) i las laurowy. Spośród czterech szlaków, dwa płatne wiodą na sam szczyt (PR1 „Vereda do Areeiro” lub PR1.2 „Vereda do Pico Ruivo”). Pozostałe dwa (PR1.1 „Vereda da Ilha” i PR1.3 „Vereda da Encumeada”) rozpoczynają się w schronisku Casa de Abrigo do Pico Ruivo, prowadząc do innych części wyspy. Na wierzchołek można dotrzeć z Pico do Arieiro (szlakiem PR1 „Vereda do Areeiro”), bądź krótszą, łatwiejszą trasą z Achada do Teixeira (PR1.2 „Vereda do Pico Ruivo”). Z Pico Ruivo rozciągają się panoramiczne widoki na Maderę, od zielonych gór otaczających wieś Curral das Freiras (w „Dolinie Zakonnic”), po doliny Ribeira Grande i São Jorge. W dni z dobrą widocznością ze szczytu można podziwiać pozostałe wyspy archipelagu maderskiego: Porto Santo i Ilhas Desertas.